# Rainbow CGI

Logo officiel de la filiale

Rainbow CGI est une filiale de production de dessins animés réalisés en CGI du studio d'animation Rainbow. 
Fondé à Rome par Iginio Straffi et Francesco Mastrofini en 2006, Rainbow CGI a produit le premier long métrage italien en CGI. Il est le seul studio italien à présenter dans sa filmographie la production de quatre films d'animation 3D pour le grand écran, ainsi que plus d'une centaine d'épisodes de séries TV et web. 
Rainbow CGI est une filiale du groupe Rainbow spécialisée dans la production de films d'animation 3D et de séries TV et web, d'effets visuels et de publicités. Il crée du contenu pour tous les médias: cinéma, télévision, événements, Web, DVD, magazines, jeux vidéo et toutes les autres catégories de produits liés aux licences de contenu.  
Le studio de production s'étend sur 1 200 mètres carrés et est équipé de technologies haut de gamme : il héberge un studio d'enregistrement, une salle de projection et un studio en technique d’incrustation (Green Screen). 
Rainbow CGI utilise des programmes tels que Autodesk Maya, NukeX, Autodesk Mudbox et Houdini 3D ANIMATION TOOLS . C'est actuellement le plus grand studio d'animation européen dans la production de dessins animés en CGI. 